# アピ
アピ株式会社は、岐阜市に本社を置く企業である。
蜂蜜、ローヤルゼリー、プロポリスなどを使用した健康食品の他、医薬品の製造販売、飲料、健康補助食品、医薬品のOEM製造を行っている。また、養蜂指導、養蜂器具の販売、健康食品に関する研究を行っている。蜂産品において業界最大手。

## 本社
- 岐阜県岐阜市加納桜田町1-1

## 工場・研究施設など
- 本荘工場 
  - 岐阜県岐阜市本荘
- 本巣工場
  - 岐阜県本巣市
- 池田工場
  - 岐阜県揖斐郡池田町
- 揖斐川工場
  - 岐阜県揖斐郡揖斐川町
- 池田医薬品工場
  - 岐阜県揖斐郡池田町
- クォリティセンター
  - 岐阜県岐阜市加納新本町
- 長良川リサーチセンター
  - 岐阜県岐阜市長良山先
- 川島養蜂場
  - 岐阜県各務原市

## 沿革
- 1907年（明治40年）：愛知県中島郡奥町（現一宮市奥町）において、創業者が養蜂業を開始する。
- 1921年（大正10年）：岐阜市に岐阜養蜂場を設立。岐阜特産のレンゲ蜂蜜の増産、普及を行う。
- 1922年（大正11年）：花期移動の生産養蜂を開始。
- 1923年（大正12年）：有限会社岐阜養蜂場設立。
- 1972年（昭和47年）：岐阜養蜂株式会社に改称。
- 1991年（平成3年）　：アピ株式会社に改称。